# 布雷扎湾

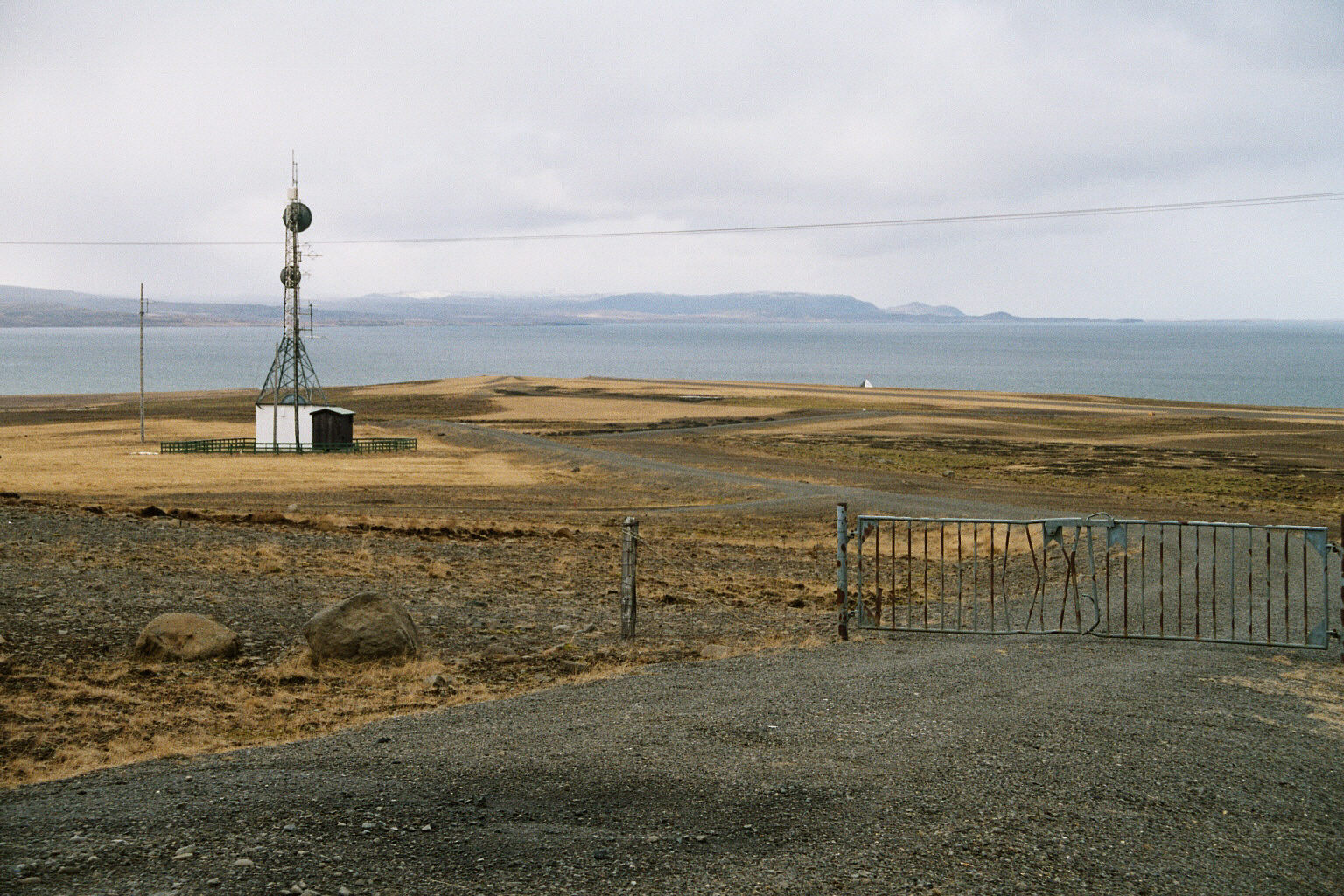
布雷扎湾

65°15′N 23°15′W / 65.250°N 23.250°W
布雷扎湾是冰岛西部的一个大型浅水海湾，宽约50公里，长约125公里，南为斯奈山半岛，北为西峡湾半岛，西与大西洋相通。海湾内岸线曲折，多小峡湾和小海湾，区域内约有3000座小岛屿。冰岛约一半的潮间地带位于该区域。区域内拥有较高的生物多样性。